# Posto Fronteiriço das Portas do Cerco

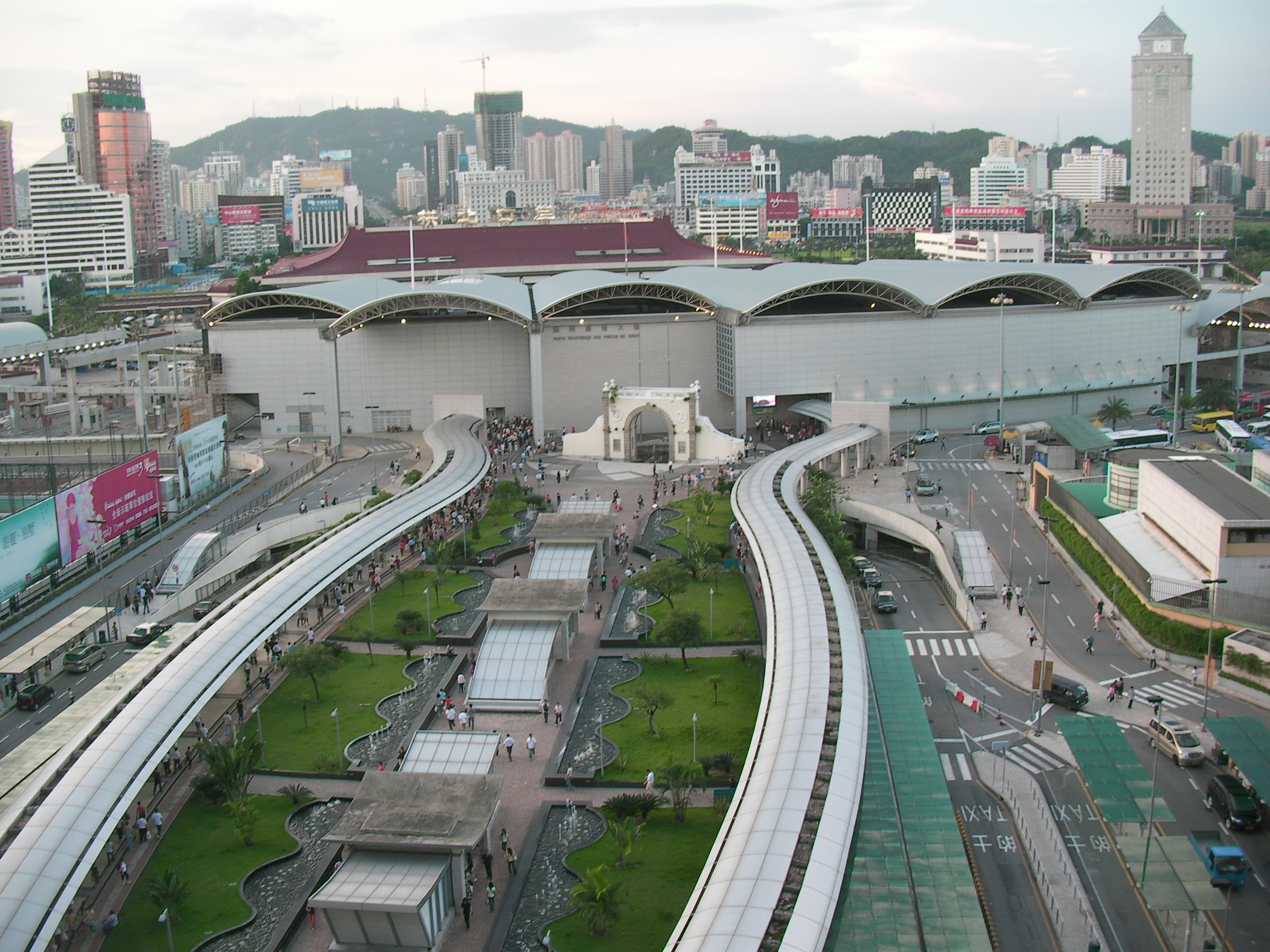
O edifício do posto de fronteira visto de cima.

O Posto Fronteiriço das Portas do Cerco é um posto de fronteira de controle de imigração e alfândega localizado na área de Portas do Cerco, no norte de Macau, na fronteira com Zhuhai, na China continental.
É uma das duas passagens de fronteira entre Macau e a China continental, sendo a outra a Ponte Flor de Lótus entre Cotai de Macau e a Ilha de Hengqin na China continental. Os viajantes que entram em Macau passam pela alfândega e pela alfândega no rés-do-chão do edifício, enquanto os que partem de Macau passam pela alfândega e imigração no primeiro andar. Sua contrapartida em Zhuhai é o Porto de Gongbei, por onde os viajantes devem passar antes ou depois das Portas do Cerco.

## História
A elaboração de um plano conceptual de intervenção urbanística para a zona do Posto Fronteiriço das Portas do Cerco ocorrera desde a década de 1990, o novo posto fronteiriço foi aberto em 15 de janeiro de 2004.